# Online-Psychotherapie
Der Begriff Online-Psychotherapie beschreibt den Vorgang einer Behandlung von Krankheiten, wobei der Therapeut mit seinen Klienten über den Einsatz eines Telefons oder eines Computers oder anderen technischen Medien über das Internet interagiert. Das Ziel der Online-Psychotherapie ist die möglichst vollständige Wiederherstellung der körperlichen und psychischen Funktionen.

## Allgemeines
Die Psychotherapie stellt einen teilweise bewusst gesteuerten und strukturierten interaktiven Prozess dar, bei dem psychische oder psychosomatische Erkrankungen, Leidenszustände und/oder Verhaltensstörungen durch verbale und/oder nonverbale Kommunikation in Richtung auf ein gemeinsam definiertes und angestrebtes Ziel bearbeitet werden.
Durch die Entwicklung des technologischen Fortschrittes und der gesellschaftlichen Veränderung lässt sich seit mehr als 20 Jahren ein wissenschaftliches Forschungsinteresse an der Entwicklung und Anwendung digitaler Medien in der Psychotherapie bemerken. Die Online-Psychotherapie wird hierbei als innovative Alternative angesehen, mit dem Zweck, eine bestehende Versorgungslücke für Menschen mit psychischen Problemen zu decken.
Die Evidenz der Wirksamkeit der Online-Psychotherapie wurde belegt, wobei insbesondere zu der Behandlungen von Depressionen große Studien mit ausreichend Testpersonen existieren. Auch das Alter, das Geschlecht und der Grad der Bildung hat keinen Einfluss darauf, ob das Angebot einer Online-Psychotherapieherapie angenommen werden kann.
Der Markt für Online-Therapieangebote ist vielfältig und oft schwer zu durchschauen. Nicht jedes Angebot, das sich als „Therapie“ bezeichnet, entspricht tatsächlich den hohen Standards einer professionellen Behandlung – die Grenzen zu Lebenshilfe oder Coaching sind oft fließend. Vertrauenswürdige Programme werden von qualifizierten Fachleuten, wie Psychotherapeuten oder Ärzten, entwickelt. Eine gute Orientierung bieten detaillierte Beschreibungen zu der Therapie, die klare Informationen zu ihrer Entwicklung, wissenschaftlichen Überprüfung, dem Vertrieb und vor allem zum Datenschutz enthalten sollten.
Die Online-Psychotherapie sollte genauso sorgfältig durchgeführt werden wie eine Sitzung vor Ort. Das bedeutet, dass Störungen vermieden werden und der Patient allein in einem ruhigen Raum ist. Eine gute technische Ausstattung ist wichtig: Die Videoverbindung sollte stabil sein, und Bild sowie Ton müssen klar und verständlich sein. Sowohl Therapeut als auch Patient sollten gut sichtbar und hörbar sein. Außerdem ist es wichtig, dass der Patient konzentriert bleibt und sich nicht von anderen Dingen wie Essen ablenken lässt. Die Qualität der Online-Psychotherapie hängt von der Schulung der psychotherapeutischen Fachkraft ab, welche auch eine gewisse Form von technischer Affinität besitzen sollte.

## Geschichte
In den 1980er Jahren fand das Internet eine zunehmende Verbreitung. Eines der ersten psychologischen Online-Beratungsangebote war ein Forum der Universität Berkeley in Kalifornien, das 1986 ins Leben gerufen wurde. Das Forum trug den Namen „Dear Uncle Ezra“. Es bot Studenten und später auch Menschen weltweit die Möglichkeit, anonym Fragen zu stellen und Antworten zu erhalten. Diese Form der Online-Therapie war allerdings noch weit davon entfernt, eine direkte und kontinuierliche Beziehung zu einem Therapeuten aufzubauen. In den 1990er Jahren, mit der breiteren Zugänglichkeit des Internets, entstanden vermehrt Online-Selbsthilfegruppen und erste virtuelle Beratungsangebote. Diese frühen Formen der Online-Kommunikation legten den Grundstein für die heutige Online-Psychotherapie.
Martha Ainsworth war eine der ersten, die sich intensiv mit der Idee der Online-Beratung beschäftigten. Im Jahr 1995 begann sie, nach einem passenden Therapeuten zu suchen, da sie unter psychischen Beschwerden litt. Wegen ihrer häufigen Reisen war es ihr jedoch nicht möglich, regelmäßig persönliche Therapiesitzungen zu besuchen. Deshalb richtete sie ihren Fokus auf das Internet, wo sie allerdings nur wenige Anbieter für psychologische Unterstützung fand. Um anderen Menschen in ähnlicher Lage zu helfen, gründete sie die Plattform Metanoia, die als zentrale Anlaufstelle für Online-Therapieangebote diente. Bis zum Jahr 2000 verzeichnete die Plattform mehr als 250 Praxisseiten und über 700 virtuelle Kliniken, die den Kontakt zu Therapeuten ermöglichten.
Die Corona-Pandemie hat die Bedeutung der Online-Psychotherapie deutlich hervorgehoben und deren Nutzung weltweit beschleunigt. In Deutschland wurde es während der Krise ermöglicht, Psychotherapie im Einzelsetting unbegrenzt online durchzuführen. Dies führte zu einer Trendwende, da Kassenärztliche Vereinigungen und andere Institutionen die Möglichkeiten für Online-Therapie erweiterten, um die psychotherapeutische Versorgung sicherzustellen. Studien zeigten, dass digitale Medienunterstützung in der Psychotherapie verstärkt genutzt wurde und untersuchten die Häufigkeit der Nutzung sowie die Zufriedenheit im Vergleich zur klassischen Face-to-Face-Therapie.

## Diagnostik
In der Online-Psychotherapie kann der Therapeut Diagnosen stellen, indem er mit dem Patienten über Symptome spricht. Es werden auch standardisierte Tests und strukturierte Interviews verwendet, die online durchgeführt werden können. Dabei ist es wichtig, dass der Therapeut den Patienten regelmäßig fragt, wie er sich fühlt, um den Verlauf der Therapie zu verfolgen. Allerdings kann die Diagnostik online schwieriger sein als bei persönlichen Sitzungen, da nonverbale Hinweise wie Körpersprache und Mimik nicht immer eindeutig wahrnehmbar sind. Deshalb kann der Therapeut auch auf andere Tests zurückgreifen, wie etwa Online-Fragebögen zur Diagnostik und videobasierte Diagnostik, die von spezialisierten Programmen unterstützt werden. Hier eine Auswahl an Methoden:

### Selbstberichtsverfahren (Fragebögen und Tests)
Die häufigste Methode zur Diagnostik in der Online-Psychotherapie sind Selbstberichtsverfahren. Hierbei füllen Patienten standardisierte Fragebögen oder psychometrische Tests aus, die verschiedene psychische Störungen abfragen, wie etwa Depressionen, Angststörungen oder Stress. Diese Tests werden in der Regel zu Beginn der Therapie eingesetzt und später zur Verlaufskontrolle wiederholt. Es ist eine schnelle und effektive Möglichkeit, um die Schwere der Symptome zu messen und Therapieansätze zu bestimmen. Mögliche Beispiele sind:
- PHQ-9 (Patient Health Questionnaire-9) zur Diagnostik von Depressionen
- GAD-7 (Generalized Anxiety Disorder-7) zur Messung von Angststörungen
- DASS-21 (Depression, Anxiety, Stress Scale) zur Erfassung von depressiven Symptomen, Angstzuständen und Stress

### Videobasierte Diagnostik
Ein weiterer wichtiger Bestandteil der Diagnostik in der Online-Psychotherapie ist die videobasierte Diagnostik. Hierbei wird die Kommunikation via Videoübertragung genutzt, um nonverbale Hinweise wie Mimik, Gestik und Körperhaltung zu beobachten. Dies kann besonders bei der Diagnostik von psychischen Störungen wie Angststörungen, Depressionen oder posttraumatischen Belastungsstörungen von Bedeutung sein. Die Therapeuten können während der Sitzung die emotionale Reaktion des Patienten besser erfassen, auch wenn die nonverbale Kommunikation nicht so intensiv wie bei persönlichen Gesprächen ist. Zudem können Interviews durchgeführt werden, um weitere Informationen zu Symptomen und der Krankheitsgeschichte des Patienten zu sammeln.

### Strukturiertes Interview
Ein strukturiertes Interview, bei dem der Therapeut dem Patienten standardisierte Fragen stellt, kann auch online durchgeführt werden. Dies ermöglicht eine detaillierte Untersuchung der Symptome und die Erhebung relevanter Anamnese-Informationen. Durch digitale Formate wie Fragebögen oder Interviews, die auch per Video durchgeführt werden können, wird es für den Therapeuten möglich, tiefer in die psychischen Probleme des Patienten einzutauchen und spezifische Diagnosen zu stellen. Ein Strukturiertes Klinisches Interview wie das SCID (Structured Clinical Interview for DSM) wird häufig für die Diagnostik von psychischen Erkrankungen genutzt. Diese Interviews sind so strukturiert, dass sie zu klaren, diagnostischen Ergebnissen führen und auch online effektiv durchgeführt werden können.

## Thematiken
Der Einstieg einer Online-Psychotherapie wird mit einem Erstgespräch eingeleitet, welches gemeinsam mit allgemeinen Beratungsanfragen um die 12 % aller Anliegen in Deutschland betrifft. Dies dient meistens zur Orientierung und um die ersten Schritte in einer schwierigen Lebensphase zu starten. Die populärsten Thematiken in Deutschland sind mit 18 % die Angst- und Panikstörungen, welche gleichauf an der Häufigkeit mit den Beziehungsproblemen sind. Eine Problematik dabei ist, dass Angst- und Panikstörungen meist einen akuten Leidensdruck aufweist, wobei dann aber noch Monate auf einen Therapieplatz gewartet werden muss. Gefolgt davon ist die Thematik Stress und Burnout mit 9 %, Häufigkeit, wobei Trauma und Verarbeitung belastender Ereignisse eine Häufigkeit von 8 % aufweist. Lebenskrisen und Fragen zum Sinn des Lebens zählen mit 7 % ebenfalls zu den häufigeren Anliegen. Auch Themen wie Selbstwertgefühl, Beruf und Karriere sowie Depressionen werden oft angesprochen.

## Online-Therapiekurse
Bei den Online-Therapiekursen werden elektronische Geräte wie Computer, Tablet oder Smartphones verwendet, welche für die Prävention, die Behandlung und Nachsorge psychischer und körperlicher Erkrankungen helfen. Diese Kurse beinhalten Online-Selbsthilfeprogramme, Gesundheits-Apps, Online-Kurse, digitale Gesundheitsanwendungen, aber auch virtuelle Realitäten zur Konfrontation mit angstauslösenden Situationen. Dabei kann die Bedienung selbstständig oder in Begleitung mit einem Psychologen oder einem Psychotherapeuten erfolgen.

## Digitale Gesundheitsanwendung (DiGA)
In Deutschland stehen mehrere von den gesetzlichen Krankenkassen zugelassene digitale Gesundheitsanwendungen (DiGA) zur Verfügung, die bei der Behandlung von diversen psychischen Erkrankungen unterstützen. Digitale Gesundheitsanwendungen (DiGAs) müssen hohe Qualitätsstandards erfüllen, um von Ärzten und Psychotherapeuten verschrieben und von Krankenkassen erstattet zu werden. In Deutschland ist das Bundesinstitut für Arzneimittel und Medizinprodukte (BfArM) für die Prüfung und Zulassung zuständig. Bestehen DiGAs die Prüfung, werden sie in das Verzeichnis erstattungsfähiger Anwendungen aufgenommen. Die wichtigsten Kriterien umfassen Sicherheit, Wirksamkeit und Qualitätsstandards.
Es gibt verschiedene digitale Programme, die Menschen bei psychischen Problemen wie Stress, Angst oder Depressionen helfen. Diese basieren oft auf kognitiver Verhaltenstherapie und bieten Übungen, Strategien zur Bewältigung und oft auch Begleitung durch Psychologen. Einige nutzen moderne Technologien wie Virtual Reality oder Tagebücher, um Fortschritte zu dokumentieren und gezielt zu arbeiten. Die Programme sind wissenschaftlich geprüft und können von Krankenkassen unterstützt werden.

## Vorteile
Die Online-Psychotherapie erreicht Menschen, die aus verschiedenen Gründen nicht in der Lage oder nicht bereit sind, eine klassische Therapie vor Ort wahrzunehmen. Dies kann an gesundheitlichen, persönlichen, zeitlichen oder auch räumlichen Einschränkungen liegen. Vor allem in Gebieten, wo eine relativ geringe Dichte an Psychotherapeuten besteht, bietet die Online-Psychotherapie eine Erweiterung der Verfügbarkeit an, was vor allem bei einem akuten Leidensdruck eine wichtige Unterstützung sein kann. Bei einer videobasierten Psychotherapie muss zum Beispiel kein Termin abgesagt werden, falls kurzfristig eine Termineinhaltung nicht wahrgenommen werden kann oder man sich gerade auf Reisen befindet. Bei Thematiken wie Schamgefühl und Stigmatisierung kann die Online-Variante der betroffenen Person helfen, da die Möglichkeit von Anonymität gegeben sein kann.
Online-Therapiekurse bieten darüber hinaus den Vorteil, dass sie flexibel und unabhängig von festen Terminen genutzt werden können – ganz nach den eigenen Bedürfnissen und Zeitplänen. So ermöglichen sie einen selbstbestimmten Umgang mit eigenen Symptomen und fördern das Selbstvertrauen der Teilnehmer. Diese Kurse eignen sich besonders für Menschen, deren Alltag es erschwert, regelmäßig zu einem festen wöchentlichen Termin zu erscheinen. Zudem sprechen sie auch diejenigen an, die sich Unterstützung wünschen, aber das Gefühl haben, noch nicht „krank genug“ zu sein, um eine klassische Psychotherapie zu beginnen. Patienten mit erhöhtem Risiko oder Rückfallgefahr können effektiver betreut und behandelt werden. Der Zugang zu therapeutischer Unterstützung ist deutlich unkomplizierter.

## Nachteile
Ein Nachteil von Online-Psychotherapien ist, dass technische Probleme wie Internetstörungen oder mangelnde Privatsphäre zu Hause die Sitzungen beeinträchtigen können, was sie weniger effektiv macht als Vor-Ort-Therapien. Auch bestimmte Übungen, wie Rollenspiele, lassen sich über Video nur schwer durchführen. Viele Therapeuten bieten daher eine Kombination aus Präsenz- und Online-Sitzungen an, um die Vorteile beider Ansätze zu nutzen.
Ein weiterer Nachteil der Online-Therapie ist, dass wichtige Elemente der nonverbalen Kommunikation, wie Mimik, Gestik und Körpersprache, oft nicht vollständig wahrgenommen werden können. Diese fehlen jedoch in der zwischenmenschlichen Interaktion und können es schwieriger machen, sich richtig zu verstehen. Dadurch steigt das Risiko für Missverständnisse, was die therapeutische Arbeit erschweren kann.
Die räumliche Distanz erschwert eine genaue Diagnose der Erkrankung, außerdem kann bei einer akuten Notfallsituation nur schwer eingegriffen und geholfen werden. Es besteht auch die Gefahr von Datenmissbrauch durch Dritte. Bei Computerprogrammen und Apps ist es oft schwer, herauszufinden, wer die Anbieter sind und welche Angebote davon vertrauenswürdig sind.
Einige Patienten empfinden es schwieriger, Vertrauen und Nähe zu ihrem Therapeuten aufzubauen. Dies kann die Qualität der therapeutischen Beziehung beeinflussen, obwohl Studien zeigen, dass Online-Therapie oft ähnlich effektiv wie Face-to-Face-Sitzungen sein kann. Somit sollte beachtet werden, dass die Online-Therapie nicht für jeden gleich gut geeignet ist und hierbei persönliche Differenzen bestehen können.

## Rechtliche Rahmenbedingungen

### Deutschland
Die Regeln für Psychotherapie per Video in Deutschland wurden 2018 geändert. Seitdem erlaubt § 5 der Musterberufsordnung videobasierte Psychotherapie. Ab 2019 können solche Behandlungen auch von den gesetzlichen Krankenkassen bezahlt werden. Seit dem 1. April 2022 dürfen bis zu 30 % aller Behandlungen in einer Praxis pro Quartal per Video stattfinden. Eine Ausnahme sind Akutbehandlungen, für die diese Begrenzung nicht gilt. Die Therapie muss über zertifizierte Videodienstanbieter laufen, deren Liste auf der Website der Kassenärztlichen Bundesvereinigung zu finden ist. Zu den Leistungen, die per Video erbracht werden können, gehören Akutbehandlungen, Richtlinienpsychotherapie, Gruppenpsychotherapie mit bis zu acht Personen, Rezidivprophylaxe, psychotherapeutische Gespräche, neuropsychologische Therapie, suggestive Interventionen sowie standardisierte Testverfahren. Nicht über Video möglich sind jedoch psychotherapeutische Sprechstunden, probatorische Sitzungen, Hypnose, projektive Verfahren und Tests bei Kindern unter 16 Jahren. Die Therapie muss in den Praxisräumen der Psychotherapeutinnen und -therapeuten stattfinden, nicht zu Hause oder im Ausland. Vor Beginn der Behandlung müssen die Patienten über alles Wichtige informiert werden und der Therapie zustimmen. Zu Beginn jeder Sitzung müssen die Patienten ihre Identität bestätigen, zum Beispiel mit der elektronischen Gesundheitskarte. Die Kosten für Videobehandlungen können über Grundpauschalen und Zuschläge abgerechnet werden. Wenn ein Patient ausschließlich per Video behandelt wird, gibt es einen Abschlag von 20 % auf diese Pauschalen. Zusätzlich können Technikzuschläge und Zuschläge für die Identifikation der Patienten abgerechnet werden.

### Österreich
In der aktuellen Rechtsvorschrift für das Psychotherapiegesetzes im Jahre 2024 werden in zwei Absätzen folgende Rahmenbedingungen beschrieben:
Absatz 1: Psychotherapeutinnen und Psychotherapeuten dürfen ihre Behandlungen auch mithilfe von Technologie wie Video- oder Telefongesprächen durchführen, wenn dies aus fachlichen oder praktischen Gründen notwendig ist. Wichtig ist dabei, dass die Behandlung in enger Absprache mit den Patientinnen und Patienten erfolgt. Alle beruflichen Pflichten, wie die Schweigepflicht und der Schutz sensibler Daten, müssen dabei eingehalten werden. Zusätzlich muss sichergestellt sein, dass der digitale Zugang so barrierefrei wie möglich gestaltet ist, damit alle Patienten die Therapie problemlos nutzen können.
Absatz 2: Wenn eine Online-Psychotherapie durchgeführt wird, muss der Grund für diese Entscheidung schriftlich festgehalten werden. Die Dokumentation soll zeigen, warum eine Therapie auf diesem Weg notwendig war, zum Beispiel aufgrund von Entfernungen, gesundheitlichen Einschränkungen oder anderen besonderen Umständen.

## Mensch-Maschine-Therapie
Die Verbindung von Mensch und Maschine spielt in der Therapie eine immer größere Rolle. Eine der ersten Mensch Maschinen Interaktionen beschreibt Eliza, welche ein frühes Computerprogramm war, das 1966 von Joseph Weizenbaum entwickelt wurde, um eine Art Gesprächstherapie nach der Methode von Carl Rogers zu simulieren. Es stellte Fragen und reagierte auf einfache Texteingaben der Nutzer, was den Eindruck einer therapeutischen Interaktion erweckte. Eliza war ein entscheidender Schritt in der Entwicklung von Computern, die als Unterstützung in psychotherapeutischen Prozessen dienen könnten.
Neue Technologien wie Künstliche Intelligenz (KI), Virtual Reality (VR) und Roboter helfen dabei, Behandlungen und Therapien zu verbessern. Zum Beispiel können KI-Systeme große Datenmengen analysieren und Muster erkennen, die für die Diagnose und Therapie nützlich sind. Chatbots, die auf KI basieren, bieten Patienten die Möglichkeit, jederzeit Unterstützung zu erhalten. Allerdings ersetzen sie nicht die menschliche Empathie und das Verständnis eines Therapeuten. Experten betonen, dass KI als Ergänzung zur traditionellen Therapie dienen kann, aber nicht als vollständiger Ersatz. Der Einsatz von KI kann noch stark weiterentwickelt werden, wobei Experten meinen, dass KI großes Potential hat und das Zeitalter der künstlichen Intelligenz erst begonnen hat.
Virtuelle Realität wird in der Psychotherapie genutzt, um realistische Situationen zu schaffen, die Menschen bei der Behandlung von Ängsten oder traumatischen Erlebnissen helfen können. Virtuelle Realität ist eine Technologie, bei der Menschen in eine künstlich erzeugte, dreidimensionale Welt eintauchen und dort Dinge erleben und steuern können. In der Psychiatrie wird VR seit den 1990er-Jahren genutzt, zum Beispiel, um Menschen mit Höhenangst zu helfen. Seitdem wurden die Möglichkeiten von VR für viele psychische Erkrankungen immer weiter verbessert und erforscht. Studien zeigen, dass VR-basierte Therapien vergleichbare Effekte wie traditionelle Methoden haben und Patienten helfen können, ihre Ängste in einem sicheren Rahmen zu konfrontieren.
Roboter finden zunehmend Anwendung in der Psychotherapie, indem sie emotionale, kognitive und soziale Prozesse unterstützen. Sie werden verwendet, um die Interaktion mit Patienten zu fördern und deren Verhaltensänderungen zu unterstützen. Beispiele hierfür sind der soziale Roboter „Pepper“, der Mimik analysiert, oder die Robbe „Paro“, die besonders bei Demenzpatienten zur Förderung von Gesprächen und Wohlbefinden eingesetzt wird. In der Autismustherapie helfen Roboter wie „Zeno“ und „Nao“ Kindern, emotionale Fähigkeiten zu entwickeln.